# Тадж Махал
 Тази статия е за сградата в Агра.  За американския музикант вижте Тадж Махал (музикант).  
Тадж Махал (на урду: تاج محل; на хинди: ताज महल, МФА: [taːdʑ mɛɦɛl] – Корона на дворците) е мавзолей от бял мрамор на южния бряг на река Ямуна в индийския град Агра.
Поръчан е през 1632 година от моголския владетел Шах Джахан (управлявал от 1628 до 1658 г.) като гробница на любимата му съпруга Мумтаз Махал. По-късно в сградата е погребан и самият строител Шах Джахан. Гробницата е разположена в комплекс от 17 хектара, който включва още джамия и къща за посетители, както и парк, ограден от три страни с масивна стена.
Основното строителство на мавзолея е завършено през 1643 година, но довършителни работи продължават още 10 години. Смята се, че целият комплекс е напълно завършен към 1653 година, а стойността му е около 32 милиона тогавашни рупии (1,4 милиарда лева от 2015 година). В строителството участват към 20 хиляди работници под надзора на комисия от архитекти, ръководена от придворния архитект на владетеля Устад Ахмад Лахаури.
Тадж Махал е обявен за Обект на световното наследство на ЮНЕСКО през 1983 година, като „перлата на ислямското изкуство в Индия и един от срещащите всеобщо възхищение шедьоври на световното наследство“. Смятан е за най-добрия образец на моголската архитектура, съчетаваща ислямски, индийски и персийски елементи, и за символ на богатата история на Индия. Тадж Махал привлича 7 – 8 милиона туристи годишно.

## Предистория
Като млад принц Хурам, третият син на моголския владетел Джахангир, се жени за красивата принцеса Арджуманд Бано Бегум, с която имат 14 деца. През 1628 година Хурам заема владетелския престол под името Шах Джахан (господар на света), а съпругата му е наречена Мумтаз Махал (възвишената в двореца). Мумтаз Махал придружава съпруга си при всички негови военни походи. Тя умира по време на военна кампания през 1631 година при раждане на 39-годишна възраст. Императорът решава да увековечи Мумтаз Махал с построяването на неповторима мраморна гробница.
Изграждането на Тадж Махал е наредено от моголския владетел Шах Джахан през 1631 година, за да увековечи паметта на съпругата му Мумтаз Махал, персийска принцеса, починала на 17 юни същата година при раждането на тяхното 14-о дете Гаухара Бегум. Строителството започва през 1632 година и мавзолеят е завършен през 1643 година, а околните сгради и парка – пет години по-късно.
|                           |
| „Шах Джахан върху глобус“ |

|                                          |
| Художествено представяне на Мумтаз Махал |

## Архитектура
Комплексът Тадж Махал е дълъг 580 метра и широк 300, като в ограденото с висока стена пространство освен мавзолеят и джамията са разположени конюшни и ханове за видни гости.
Самият мавзолей е с квадратна основа, заоблен по ъглите, всяка от страните е дълга 56.6 метра, с голяма централна арка по средата и по-малки арки от двете ѝ страни. На всеки ъгъл е разположен малък купол, а централният купол, висок 70 метра, наподобява огромна перла – Мохамед описва трона на Аллах като бяла перла, поставена върху четири колони. Фасадата на мавзолея е покрита с резба и инкрустации от цветни камъни, като стиховете от Корана са съчетани с флорални мотиви.
Тадж Махал се основава и доразвива архитектурната традиция на персийската и по-ранната моголска архитектура. Преки са паралелите с подобни тимуридски и моголски обществени сгради като Гур Емир (мавзолея на Тимур в Самарканд), Гробницата на Хумаюн, Гробницата на Итимад ид-Даула и строената от самия Шах Джахан джамия Джама в Делхи. Докато дотогавашните моголски сгради се строян типично от червен пясъчник, Шах Джахан популяризира използването на бял мрамор, инкрустиран с полускъпоценни камъни.

### Мавзолей
Гробницата е централният елемент на целия мавзолеен комплекс Тадж Махал. Тя представлява голяма конструкция от бял мрамор, разположена върху квадратен постамент с ширина 95 метра и височина 6,7 метра до която се стига по голямо двойно стълбище. Гробницата е симетрична сграда с айван (входна арка), покрита с висок купол с декориран шпил. Както при повечето моголски гробници, основните архитектурни елементи са с ирански произход.
Основната конструкция е с форма на куб с отсечени ъгли, образуващи осмоъгълник с неравни страни и дължина на всяка от четирите дълги страни около 55 метра. Айванът е оформен от голяма арка, а от двете му страни се намират по два по-малки дъгови портала, разположени един над друг. Този мотив се повтаря и на отсечените ъгли на основния куб, като и четирите главни фасади са напълно симетрични. В главната зала на гробницата са разположени фиктивни саркофази на Мумтаз Махал и Шах Джахан, а истинските им гробове са на по-долен етаж.
Гробницата е оградена от четири минарета, по едно във всеки от ъглите на квадратния постамент, високи по 41,6 метра. Минаретата са леко наклонени навън: при земетресение те трябва да паднат встрани, а не върху гробницата. На всяко от тях е изписана по една буква – Р, Х, М, Н – като заедно те се четат ар-рахман (всемилостивия), едно от 99-те имена на Аллах.
|                                  |
| Изглед от главния вход по изгрев |

|                                         |
| Четирите минарета, ограждащи гробницата |

|                                      |
| Вътрешен вид на купола над гробовете |

|                                      |
| Фиктивните саркофази в главната зала |

|                                       |
| Действителните гробове на долния етаж |

|                                                                 |
| Главният купол, допълнителни куполи и шпилове по главните стени |

Най-зрелищният елемент на гробницата е мраморният купол, който я увенчава. Той има височина от близо 35 метра, приблизително равна на ширината на основата му, и е подчертан от цилиндричен барабан с височина около 7 метра, върху който е разположен. Заради своята форма той често е наричан луковичен купол или амруд (гуавовиден купол). Върхът на купола е украсен със стилизиран лотос, който също служи да подчертае височината му. Върху формата на купола акцентират и четири по-малки куполовидни чатри разположени в ъглите му, които повтарят луковичната форма и завършващия шпил на основния купол. Техните колонадни основи са отворени към вътрешността на гробницата, пропускайки естествена светлина в нея. По короната на основните стени са разположени дълги декоративни шпилове (гулдасти). Лотосовият мотив от основния купол се повтаря по чатрите и гулдастите.
Шпилът на основния купол първоначално е изработен от злато, но в началото на XIX век е заменен с копие от позлатен бронз. Той е пример за интегрирането на традиционни персийски и местни индийски декоративни елементи. Шпилът завършва с полумесец, двата върха на който са обърнати към небето.

### Външна украса
Външната украса на Тадж Махал е сред най-изящните в моголската архитектура. С промените на площта на повърхностите, декоративните елементи се изменят пропорционално. Те са изработени с боя, щукатура, инкрустации или изрязване в камък. В съзвучие със забраната в исляма на антропоморфните изображения, всички декоративни елементи попадат в някоя от трите категории – калиграфия, абстрактни форми или растителни мотиви. Част от тях са изписаните из целия комплекс цитати от Корана, като според съвременните изследователи те са подбрани от калиграфа Аманат Хан.
Кариграфията на Главната врата гласи: „О, душа, ти сега почиваш. Върни се към Бог в мир с Него и Той в мир с теб.“ Тя е създадена през 1609 година от Абдул Хак, на когото Шах Джахан дава прозвището Аманат Хан в знак на неговата „ослепителна виртуозност“. Край редовете от Корана в основата на вътрешния купол стои надписът: „Изписано от незначителния Аманат Хан Ширази“. Голяма част от надписите са изработени в шрифта сюлус с използването на инкрустация от яспис или черен мрамор върху бялата мраморна основа. По-високите надписи са малко по-едри, за да се намали визуалният ефект на отдалечеността им, когато са гледани от терена. Особено фина и изящна е калиграфията по мраморните кенотафи в гробницата.
Абстрактни форми са използвани навсякъде, особено по цокъла, минаретата, входа, джамията, джаваба и в по-малка степен по повърхностите на гробницата. Куполите и сводовете на пясъчниковите сгради са обработени с мрежа от инкрустирана боя, образуваща сложни геометрични форми. Пространството между много от спомагателните елементи е оформено с инкрустации във форма на рибена кост. В сградите от пясъчник е използвана бяла инкрустация, а в белия мрамор – тъмна и черна. Измазаните участъци на мраморните сгради са оцветени в контрастиращ цвят, създаващ сложна мрежа от геометрични форми. По подовете и алеите са използвани контрастиращи плочи или павета, образуващи мозаечни фигури.
По ниската част от стените на гробницата са разположени панели с реалистични барелефи на цветя и лиани. Белият мрамор е полиран, за да подчертае изключителната детайлност на релефите. Рамките на отделните панели, както и на фронтоните над арките, са украсени с флорентински мозайки със силно стилизирани, почти геометрични, лиани, цветя и плодове, изработени от жълт мрамор, яспис и нефрит, полирани и изравнени с повърхността на стените.
|                           |
| Постамент, купол и минаре |

|                                    |
| Шпил с тамга на Моголската империя |

|                                 |
| Калиграфия на персийски стихове |

|                   |
| Растителни мотиви |

|                            |
| Огледалносиметрични плочки |

|                        |
| Мраморна решетка джали |

|                             |
| Калиграфия на аят от Корана |

### Интериор
Вътрешността на мавзолея се състои от централна зала с великолепна акустика и четири осмоъгълни зали отстрани – те са били предвидени от Шах Джахан за гробници на членове на императорското семейство, но Аурангзеб пренебрегва волята на баща си. Под залата е разположена крипта (макбара), в която се намират гробовете на Мумтаз Махал и Шах Джахан. В централната зала са разположени копия на гробовете, тъй като е било обичайно да се прави частен и публичен гроб. Гробовете в залата, украсени с полускъпоценни камъни, първоначално са били обградени със сребърен параван, но Аурангзеб го заменя с мраморен параван. Някои от мозаечните цветчета, украсяващи паравана, са съставени от над 60 детайла и създават илюзия за обемност. Над гробовете гори лампа, чийто огън никога не трябвало да загасва (съвременната лампа е дарена от генерал-губернатора на Индия лорд Кързън, тъй като оригиналната е била открадната).
Интериорът на гробницата Тадж Махал далеч надхвърля обичайната за епохата декорация. Инкрустациите не са от флорентинска мозайка, а лапидарна инкрустация от скъпоценни и полускъпоценни камъни. Вътрешното помещение е осмоъгълно с входове от всяка страна, макар че се използва само врата към градината на юг. Вътрешните стени са високи около 25 метра и преминават в окачен вътрешен купол, украсен със слънчев мотив. Осем арки обрамчват приземното ниво и, както при външните фасади, над тях е разположен втори ред арки, около средата на стената по височина. Четирите централни горни арки образуват балкони, чиито външни прозорци имат решетки джали, фино изрязани от мрамор. В допълнение към светлината от тях, помещението се осветява и от покривни отвори, покрити от малките ъглови чатри. Осмоъгълната мраморна решетка джали, обрамчваща кенотафите, е изработена от осем мраморни панела, прорязани в сложни форми. Останалите повърхности са инкрустирани с деликатни детайли от полускъпоценни камъни, образуващи преплетени лиани, плодове и цветове. Всяка стена на помещението е покрита с барелефи, лапидарни инкрустации и калиграфски панели, които повтарят, в умален вид, орнаментите от екстериора на комплекса.
|                          |
| Цветя, изрязани в мрамор |

|                                               |
| Детайл на инкрустация от флорентинска мозайка |

|                         |
| Деликатна решетка джали |

|                 |
| Арки в джамията |

|                        |
| Инкрустирани орнаменти |

|                 |
| Подова настилка |

|                 |
| Детайл от джали |

Мюсюлманската традиция не позволява прекалена украса на гробовете. По тази причина телата на Мумтаз и Шах Джахан са поставени в проста крипта под главната зала, като лицата им са обърнати надясно, към Мека. Кенотафът на Мумтаз Махал е разположен точно в центъра на главната зала върху мраморен постамент с размери 1,5 × 2,5 m. Както постаментът, така и ковчегът, са инкрустирани с усложнени фигури от скъпоценни и полускъпоценни камъни. Калиграфски надписи по ковчега идентифицират и възхваляват погребаната. На капака му има повдигната ромбовидна фигура, символизираща табла за писане.
Кенотафът на Шах Джахан се намира западно от този на Мумтаз и е единственият видим несиметричен елемент в целия архитектурен комплекс. Той е по-голям от този на съпругата му, но има същите елементи – по-голям ковчег на малко по-висок постамент, прецизно украсени с лапидарни инкрустации и идентифицираща погребания калиграфия. На капака е разположена традиционна скулптура на малка кутия за моливи. Кутията за моливи и таблата за писане са традиционни моголски погребални символи, използвани за декориране на ковчезите съответно на мъже и жени.
По страните на същинския гроб на Мумтаз Махал са калиграфски изписани Деветдесет и деветте имена на Бог. На гроба на Шах Дахан е изписано „Той отпътува от този свят за залата за пиршества на Вечността в нощта на двадесет и шести от месеца раджаб в година 1076 от Хиджра“.

### Порта
Портата на комплекса, завършена през 1684 г., е висока 30 метра, като целта е гробницата да не се вижда преди да се мине през портата. Оригиналната врата на портата, отмъкната от индуски войски през XVIII век, е била от масивно сребро, като по нея са били наковани 1100 пирона с главички от сребърни монети. Покриващите портата калиграфски надписи изглеждат еднакви по размер, като за целта буквите постепенно са увеличавани от долу нагоре.

### Градина
Градината (Чар багх) на комплекса, дълга и широка по 300 метра, символизира мюсюлманския рай, в който според Корана текат четири реки – от вода, мляко, вино и чист мед. Днешната градина е бледно подобие на оригиналната, която е била разделена от водни канали на 4 части с по 16 цветни лехи във всяка част, с 400 различни растения във всяка леха. Дърветата са били кипариси (символ на смъртта) и плодови дръвчета (символ на живота). В каналите, разделящи градината, са плували пъстри риби, а сред дърветата са били пуснати най-различни птици.

### Джамия
От двете страни на мавзолея са разположени две еднакви сгради от червен пясъчник. Западната е действаща джамия, а източната, известна като Длсауаб (отговор) не гледа към Мека и не може да се използва за молитви.

## Строителство
След приключване на двегодишен траур след смъртта на Мумтаз Махал, строителството на мавзолея започва през 1633 г. За място на строежа е избрана голяма градина на брега на реката, собственост на раджа Джай Сингх; мястото е избрано тъй като добре се вижда от дворците в Червената крепост. Главният архитект на строежа се казвал Иса. Куполът на Тадж Махал бил направен с форма на сълза, която според Иса била сълзата на Аллах. Главна помощница на Иса била Джаханара – най-възрастната дъщеря на Шах Джахан. Бракът ѝ, сключен по политически причини, носил само нещастие на принцесата и в процеса на съвместната си работа между Джаханара и Иса се родила истинската любов. 20 хиляди души работят тук в продължение на 21 години. След 21 дълги години на труд Тадж Махал бил завършен. Той олицетворявал истинската и чиста любов на Шах Джахан към съпругата му, но и любовта на Иса към Джаханара.

## Последиците
Разноските по строителството на екстравагантния мавзолей са тежко бреме за държавата и водят до сериозна финансова криза. Когато през 1658 г. се разнася вест за сериозно заболяване на Шах Джахан, четирима от синовете му незабавно си оспорват трона. Победителят Аурангзеб намира баща си оздравял, но узурпира властта и последните 8 години от живота си Шах Джахан прекарва затворен в Червената крепост, съзерцавайки Тадж Махал. Аурангзеб погребва баща си в мавзолея, въпреки че Шах Джахан е предвиждал да построи за себе си отделна голяма гробница.
В началото на XIX век британският генерал-губернатор планира да разруши Тадж Махал и да го продаде на парчета, като монументът е спасен единствено поради липсата на потенциални купувачи в Англия.

## Туризъм
Тадж Махал привлича между 2 млн. и 4 млн. посетители годишно, включително повече от 200 000 от чужбина.
Повечето туристи посещават в по-хладните месеци – октомври, ноември и февруари. Замърсяващия трафик не е позволен в близост до комплекса и туристите трябва да стигнат до него или пеша от паркинга, или c електрически автобус.